# 塚本邦彦
塚本 邦彦（つかもと くにひこ、1945年 - ）は、日本の教育者。大阪芸術大学学長兼学校法人塚本学院理事長。関西・歌舞伎を愛する会代表世話人。
大阪芸術大学のほか、短大、専門学校、幼稚園の計7教育機関を率いており、理事長就任後、大阪芸大の音楽学科にポピュラー音楽コースを設立し、教授に財津和夫を迎えたり、キャラクター造形学科を新設し、学科長に里中満智子を、教授陣に、小池一夫、池上遼一を招いたりしている。

## 略歴
三重県伊勢市出身。1969年、大阪教育大学中学校教員養成課程卒業。大阪樟蔭高等学校で社会科を、大阪芸術大学で教育学などを教えた後、学校法人塚本学院法人本部勤務。1988年から同学院理事長、1998年から学院長を兼任し、2006年から大阪芸術大学・同短期大学部学長。そのほか、シカゴ美術大学名誉理事、メリーランド美術大学名誉博士、日本私立大学協会監事、日本高等教育評価機構監事、総合デザイナー協会理事など。2005年、藍綬褒章を受章。2015年、秋の叙勲で旭日中綬章受章。